# Alexander Fürst
Alexander Fürst (ur. 18 kwietnia 1844 w Braniewie, zm. 25 maja 1898 w Berlinie) – doktor medycyny, lekarz okulista, filantrop.

## Życiorys
Urodził się w Braniewie w Prusach Wschodnich w rodzinie żydowskiego kupca Jacoba Bär Fürst i jego żony Rose z domu Rosenbaum. Miał czwórkę rodzeństwa: Salomona (1843–1914), Bernharda (1846–1902), Linę (1851–1886), Adolfa (ur. 1852). Ojciec założył w 1836 w Braniewie i prowadził manufakturę o nazwie J.B. Fuerst.
Alexander naukę pobierał najpierw najprawdopodobniej w szkole żydowskiej w Braniewie, gdyż gmina żydowska prowadziła w mieście wyznaniową szkołę podstawową. Do szkoły średniej rodzice posłali go do Królewskiego Gimnazjum Katolickiego (Königlich-Katholisches Gymnasium) w Braniewie, co nie było odosobnionym przypadkiem (w spisie absolwentów szkoły z lat 1860–1916 znajduje się 16 absolwentów wyznania mojżeszowego). W braniewskim gimnazjum jesienią 1862 uzyskał maturę. Następnie rozpoczął studia medyczne na Uniwersytecie Albertyna w Królewcu. 6 czerwca 1866, w wieku zaledwie 22 lat, uzyskał na Uniwersytecie w Berlinie doktorat z medycyny na podstawie przedłożonej dysertacji De versione foetus spontanea et artificiali. W 1867 zdał egzamin państwowy w zawodzie lekarza. Po stażach asystenckich w klinikach okulistycznych w Berlinie-Schönenbergu i Gdańsku w 1869 rozpoczął pracę jako lekarz w Kłajpedzie. Brał udział w wojnie francusko-pruskiej 1870/1871 jako lekarz wojskowy. Po wojnie powrócił do Kłajpedy, gdzie założył mały szpital okulistyczny dla ubogich. Jego sława sięgała daleko poza granice kraju, do jego kliniki przybywali nawet pacjenci z głębi Rosji. Jako jeden z pierwszych okulistów skutecznie leczył ziarniniakowe zapalenie oka, bardzo rozpowszechnione w Prusach Wschodnich. W 1884 przeprowadził się do Berlina, stał się „doktorem ludu”, pracował jako lekarz robotników w jego północnej części. Również tutaj poświęcał się bezgranicznie leczeniu ludzi bez względu na pochodzenie, majątek czy wyznanie, pod jego opieką lekarską pozostawały tysiące robotników, którymi się opiekował, nie patrząc na zysk. W 1897 udał się jeszcze, będąc już ciężko chorym, na kongres lekarski do Moskwy. Zmarł w roku następnym w Berlinie.
Napisał wiele cenionych artykułów, publikowanych w czasopiśmie prof. Juliusa Hirschberga.